# Southeast Asia Treaty Organization

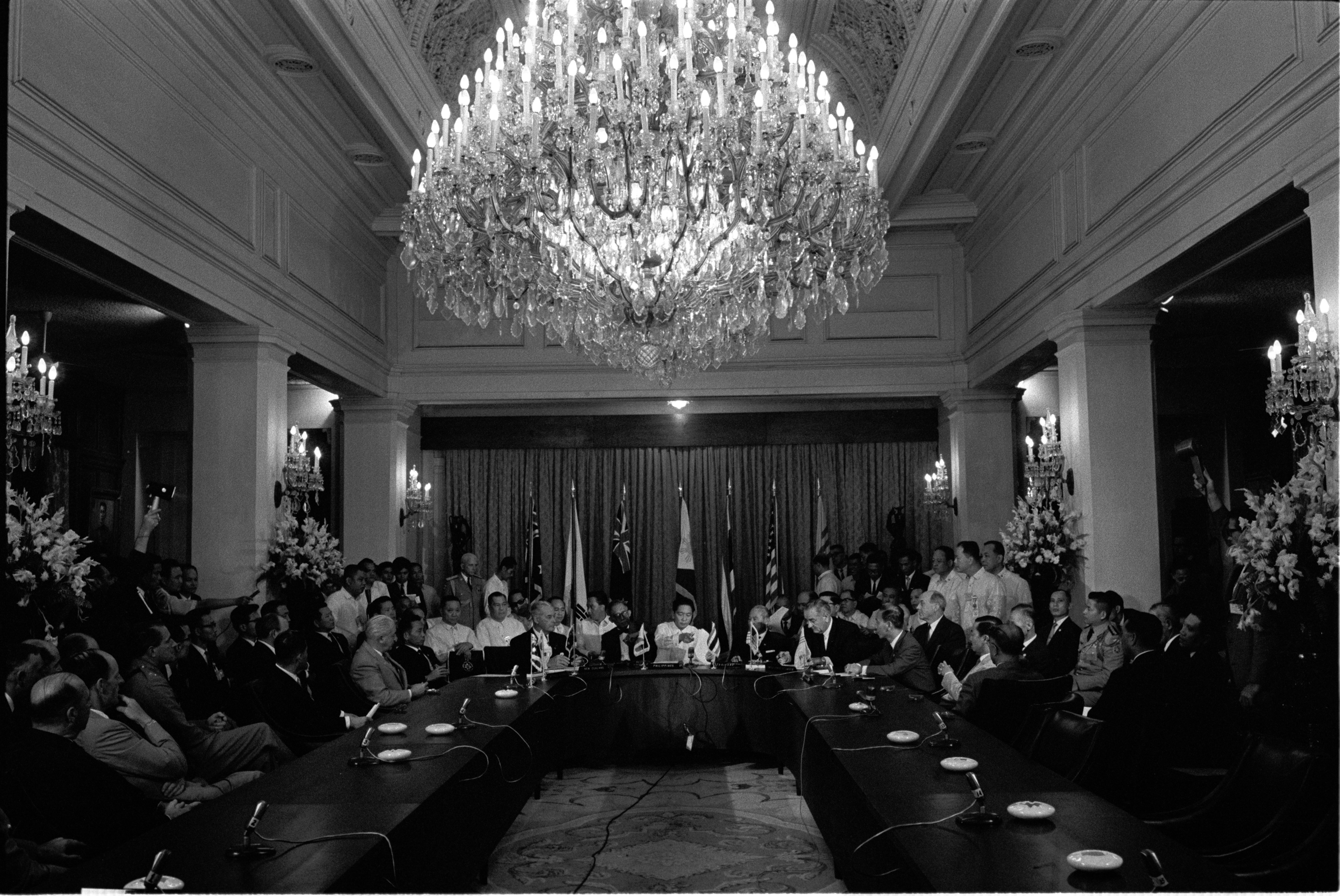
Il presidente delle Filippine Ferdinand Marcos presiede una riunione della SEATO nel 1966.

La Southeast Asia Treaty Organization (SEATO) era un'organizzazione di difesa per il sud-est asiatico nata con il trattato di Manila del 1954.

## Storia
Era sottoscritta da Francia, Australia, Filippine, Nuova Zelanda, Pakistan, Regno Unito, Stati Uniti d'America e Thailandia, per fronteggiare la pressione politica e militare dei paesi comunisti dell'Asia, anche se la mancata adesione di nazioni quali l'India e l'Indonesia ne ha limitato di molto l'efficacia. 
I suoi limiti furono evidenti soprattutto durante la Guerra del Vietnam; nel 1965 la Francia fu la prima a ritirarsi, seguita, solo nel 1972, dal Pakistan. A seguito, oltre che di questi avvenimenti, anche delle posizioni individuali prese dai suoi membri, venne disciolta il 30 giugno 1977.

## Membri
- Australia
- Filippine
- Francia (1954-1965)
- Nuova Zelanda
- Pakistan (1954-1972)
- Regno Unito
- Stati Uniti d'America
- Thailandia